# Maria Lai
Maria Lai (Ulassai, 27 settembre 1919 – Cardedu, 16 aprile 2013) è stata un'artista italiana.

## Biografia

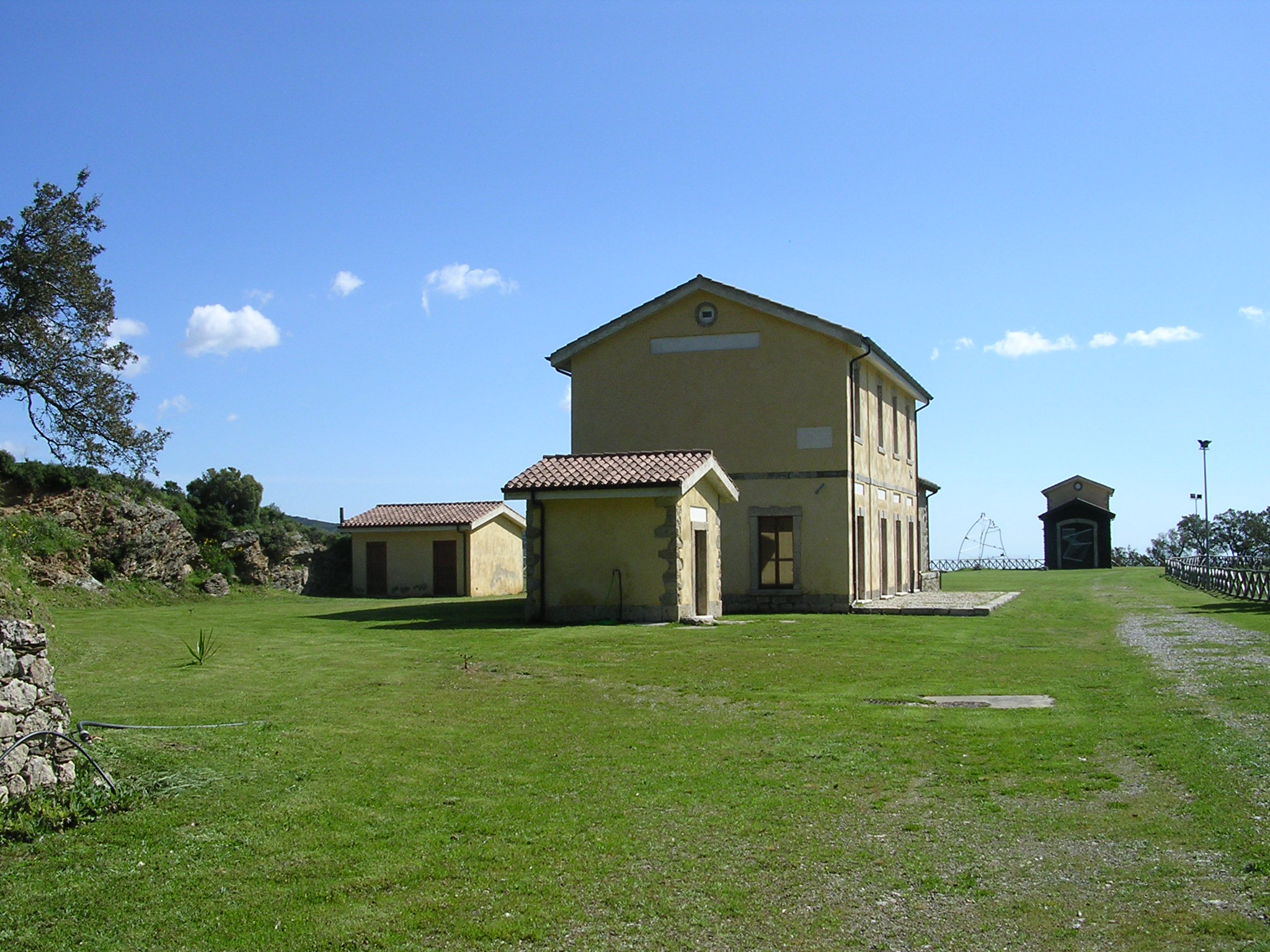
Il Museo Arte Contemporanea Stazione dell'arte di Ulassai

Nata nel paese di Ulassai, nella sub regione barbaricina dell'Ogliastra, figlia di Giuseppe (veterinario) e Sofia Mereu, Maria Lai era la seconda di cinque tra figli e figlie. Di salute cagionevole, durante l'infanzia trascorreva i mesi invernali a Gairo presso la casa degli zii contadini, pertanto non frequentò con regolarità le scuole elementari. Nel completo isolamento iniziò però a scoprire l'attitudine per il disegno: usando i carboni del camino disegnava forme sulle pareti. Da bambina posò per Francesco Ciusa, che realizzava il ritratto di una sua sorellina defunta.
Nel 1928 uno dei suoi zii sparò ad un confinante e, convinto di averlo ucciso, si costituì e la stessa notte si suicidò in carcere; Maria da allora in poi visse tutto l'anno a Ulassai. Nel 1932 si iscrisse al Regio istituto magistrale Eleonora D'Arborea di Cagliari, dove ebbe come docente Salvatore Cambosu, con il quale instaurò un profondo e duraturo rapporto di amicizia.
Nel 1939 si iscrisse al Liceo artistico Ripetta di Roma, dove conobbe maestri di pittura come Angelo Prini e Marino Mazzacurati. Completati gli studi al liceo, a causa della guerra, non potendo rientrare in Sardegna, partì alla volta di Venezia. Qui, dal 1943 al 1945, iscrittasi all'Accademia di Belle Arti, frequentò il corso di scultura tenuto dall'artista Arturo Martini e da Alberto Viani.
Nel 1945 fuggì precipitosamente da Venezia e dopo un breve periodo a Verona rientrò in Sardegna; dall'anno successivo, insegnò all'Istituto Tecnico femminile di Cagliari fino al 1949.
In Sardegna ristabilì i contatti con Salvatore Cambosu e conobbe, nel 1947, Foiso Fois e Giuseppe Dessì, che poi si ritrovò come dirimpettaio a Roma.

## Attività artistica
Ritornata a Roma nel 1954, nel 1957 tenne la sua prima personale presso la galleria L'Obelisco di Irene Brin, esponendo i disegni a matita realizzati tra il 1941 e il 1954. Nel frattempo aprì un piccolo studio d'arte e instaurò rapporti d'amicizia con Jorge Eduardo Eielson. Nel 1955 il fratello Lorenzo cadde vittima di un'imboscata, forse un tentativo di sequestro di persona a scopo di estorsione, e restò ucciso da una scarica di pallettoni fra le braccia dell'altro fratello Gianni.
Negli anni sessanta Maria Lai osservava le correnti emergenti contemporanee, come l'Arte Povera e l'Informale, e di li a poco comprese quanto fossero importanti le lezioni di Martini (inizialmente vissute come un completo fallimento), le parole di Cambosu, le tradizioni, i miti e le leggende della sua terra natia. Intervenendo sulla materia attraverso gli oggetti ready-made del telaio e della magia del suo utilizzo, del pane e degli oggetti del passato arcaico sardo, iniziò il suo percorso, che vedeva il passato come indagine del futuro.
Nel settembre del 1971 in un incidente aereo morì il fratello Gianni; medico, era localmente noto di suo come fondatore dell'Istituto Climatico Ortopedico Mario Tommasini di Jerzu (poi convertito in sanatorio antitubercolare).
Sempre nel 1971, presso la Galleria Schneider di Roma, espose i primi Telai, la mostra fu curata da Marcello Venturoli. Un avvicinamento all'arte tessile favorito dall'incontro con il maestro Enrico Accatino che iniziava a operare per il rilancio dell'arte tessile, coinvolgendo anche alcune manifatture sarde. Nel 1976 conobbe Angela Grilletti Migliavacca, proprietaria e direttrice della galleria Arte Duchamp di Cagliari e sua futura curatrice personale, con la quale poi avrebbe mantenuto un rapporto di lavoro e d'amicizia pluridecennale. Nel 1977 conobbe la storica dell'arte Mirella Bentivoglio la quale l'anno successivo permise a Maria di sbarcare alla Biennale di Venezia.
Gli anni ottanta sono caratterizzati dal ciclo delle Geografie e dei Libri cuciti.

### Legarsi alla montagna
L'otto settembre del 1981 ebbe luogo un evento unico di Arte relazionale, a cui partecipò l'intera comunità di Ulassai: l'operazione, denominata "Legarsi alla montagna", durò tre giorni ed ebbe ampio risalto, interessando anche la televisione di stato.
L'evento fu considerato dal critico d'arte Filiberto Menna come una delle realizzazioni più significative dell'arte moderna e contemporanea.
L'ispirazione dell'opera derivava da una reinterpretazione di una antica leggenda del paese, Sa Rutta de is'Antigus (La grotta degli Antichi), che era stata ripresa da un fatto realmente accaduto ad Ulassai nel 1861. Un giorno crollò un costone della montagna che travolse un'abitazione, all'interno della quale morirono tre bambine: un'altra però riuscì a salvarsi e aveva in mano un nastro celeste. I popolani interpretarono il fatto come un miracolo divino, che fu tramandato di generazione in generazione: la bambina, per inseguire un filo azzurro che volava in cielo tra i fulmini, era uscita dalla grotta poco prima del crollo ed ebbe così salva la vita. Maria Lai unì con un filo celeste lungo 27 km le case del paese e il soprastante monte Gedili.
(Maria Lai)
Nello stesso anno realizzò una Via Crucis che donò alla parrocchia di Ulassai. Parallelamente prendeva corpo nel medesimo paese il Museo a cielo aperto, poi intitolato a Maria Lai, alla realizzazione del quale nel 1982 parteciparono diversi artisti fra cui Costantino Nivola, che proprio qui realizzò la sua ultima opera (Fontana sonora).

### Dagli anni '90 in poi
Negli anni novanta le sue opere apparvero come una reinterpretazione del suo percorso complessivo e i diversi suoi cicli si assemblarono armonicamente l'uno con l'altro; la velocità inattesa dei segni-disegni si fondeva con i grovigli di fili e di corde di telaio e di Geografie. In questo contesto storico il suo lavoro fu molto apprezzato anche a livello internazionale, e a questi anni risale peraltro l'amicizia personale con lo stilista Antonio Marras e le cantanti Marisa Sannia e Elena Ledda.
Realizzò nella prima metà del decennio Le capre cucite (1992), La strada del rito (1992) e La scarpata (1993).
Negli ultimi anni ha vissuto e lavorato nella casa di campagna vicino al paese di Cardedu (confinante con la Gairo dell'infanzia); a Ulassai l'8 luglio del 2006 ha inaugurato il Museo Stazione dell'arte, dove sono raccolte una parte considerevole (circa 140 pezzi) delle sue opere.
Nel 2012 perse la sorella Giuliana, scrittrice, sul cui forte legame d'affetti e intelletto Maria, già novantatreenne, commentò "Ho perso mia sorellina, e l'arte ha perso una sua grande e umile interprete"; l'anno dopo si spense anche Maria.
Suoi lavori sono oggi conservati presso importanti istituzioni pubbliche, fra queste Palazzo Grassi di Venezia, Palazzo Mirto a Palermo e Villa Borghese a Roma.

## Opere collocate in luoghi pubblici
- Via Crucis, 1981, presso Parrocchia Sant'Antioco M. In Ulassai
- Monumento a Grazia Deledda, 2013, presso Chiesa della Solitudine a Nuoro
- Orme di leggi, 2011, presso la Nuova Aula dei Gruppi Parlamentari, Palazzo Montecitorio Roma
- Cucire e ricucire sul diritto e sul rovescio, 2010, presso la Facoltà di Giurisprudenza dell'Università degli Studi di Cagliari
- La cattura dell'ala del vento, 2009, presso il Parco Eolico di Ulassai

## Riconoscimenti
- Laurea honoris causa in Lettere all’Università degli Studi di Cagliari nel 2004
- Premio speciale della giuria al Premio Dessì nel 2007
- Premio speciale della giuria al Premio Ciampi nel 2012
- Premio Camera dei Deputati per il 150° dell’Unità d’Italia con l’opera Orme di leggi nel 2011

## Maria Lai nelle collezioni pubbliche
Pinacoteca Comunale di Ozieri 
- Biblioteca Nazionale Centrale di Firenze
- Museo dell’Olio della Sabina, Castelnuovo di Farfa (Rieti)
- Museum of Modern Art di New York (Moma)
- Centro Georges Pompidou di Parigi
- Galleria nazionale d'arte moderna e contemporanea di Roma
- MUSMA di Matera
- Museo d'arte della provincia di Nuoro
- Galleria comunale d'arte di Cagliari
- Museo d'arte contemporanea Masedu
- Collezione Soddu-Tanda, di Pietro Soddu a Benetutti
- Museo d'arte moderna e contemporanea di Trento e Rovereto (MART) Donazione Mirella Bentivoglio

## Maria Lai nelle collezioni private
- Collezione Renato Alpegiani, Torino
- Collezione Giuseppe Garrera, Roma
- Collezione Nicola Cocco, presso Studio Cocco, Quartu Sant’Elena (Cagliari)

## Mostre personali
- 1953 Cagliari Gli amici del Libro
- 1956 Cagliari Gli amici del Libro
- 1956 Palm Beach Little Gallery
- 1957 Roma Galleria L'Obelisco
- 1958 Stoccolma Nordiska Companiet
- 1961 Roma Galleria L'astrolabio
- 1963 Roma Galleria L'albatro
- 1971 Roma Galleria Schneider
- 1975 Cagliari Arte Duchamp, "Tele e collages"
- 1975 Nuoro Galleria Chironi 88
- 1977 Savona Galleria Il brandale
- 1977 Nuoro Galleria Chironi 88
- 1977 Cagliari Arte Duchamp
- 1978 Biennale di Venezia, Libro scalpo, Libro Pianto
- 1979 Roma Centro Morandi
- 1979 Bologna Arte Fiera (personale presso la “Arte Duchamp”)
- 1980 Cagliari Arte Duchamp, "Scritture"
- 1980 Roma Spazio Alternativo
- 1980 Trieste Studio Tommaseo
- 1981 Ulassai "Legarsi alla Montagna"
- 1982 Ulassai Lavatoio Comunale
- 1982 Perth, Australia, Quentin Gallery
- 1983 Bari Centrosei
- 1983 Sydney Ivan Dougherty Gallery
- 1983 Roma Spazio Documento, il paese dei nastri celesti
- 1983 Orotelli, L'alveare del poeta
- 1983 Camerino, la disfatta dei varani
- 1984 Roma Spazio Documento, Tenendo per mano il sole
- 1984 Roma Calcografia Nazionale, artisti al lavoro, Maria Lai Franca Sonnino
- 1986 Prato, Teatro Comunale, lettere al lupo
- 1987 Torino, Quantica Studio
- 1989 Hannover Biblioteca dell'Università
- 1990 Roma Studio Stefania Miscetti: La leggenda di Maria Pietra
- 1992 Napoli Galassia Gutenberg Oltre le indie Libri in stoffe
- 1992 Castel di Tusa (ME), Atelier sul Mare, Su barca di carta mi imbarco
- 1994 Roma scuderie di Palazzo Ruspoli, Inventare altri spazi
- 1996 Venezia Scuola di Grafica Internazionale, Ca de janas
- 1998 Cagliari, Man Ray Janas
- 2006 Ulassai Inaugurazione Stazione dell'arte
- 2008 Roma Festival Internazionale del Cinema, Ansia d'Infinito
- 2010 Brescia, Galleria dell'Incisione
- 2011 Venezia, Premio Venere nera
- 2011 Roma Premio Camera dei deputati, 150 anni dell'Unità d'Italia, Orme di Leggi
- 2012 Miami U.S.A, Pulse "Fiera Internazionale d'Arte Contemporanea
- 2013 Milano Nuova Galleria Morone, "Tra fiabe, miti e leggende: le Tracce di un dio distratto"
- 2013 Bologna Museo d'arte moderna di Bologna "Autoritratti"

## Mostre postume
- 2013 Catanzaro MARCA, Museo delle Arti, "Bookhouse"
- 2013 Mirano Harmonia Plantarum, Museo La Barchessa
- 2013 Venezia Tracce di un Dio Distratto, Biennale di Venezia
- 2014 Matera MUSMA, Retrospettiva, Maria Lai opere dal 1942 al 2011
- 2014 Nuoro MAN, Cagliari Palazzo di città, Ulassai Stazione dell'arte e Museo a cielo aperto, Retrospettiva dal titolo "Ricucire il mondo" 300 opere dagli anni Quaranta ai Duemila
- 2017 VIVA ARTE VIVA, Biennale di Venezia[14]
- 2017 Kassel e Atene, Documenta 14[15]
- 2018 Firenze, Palazzo Pitti Mostra "Il Filo e l'infinito"
- 2018 Milano, M77 Gallery, Mostra "A proposito di Maria Lai"[16]
- 2019 Busto Arsizio, Museo del Tessile, Mostra "Maria Lai e Franca Sonnino. Capolavori di fiber art italiana"[17]
- 2019 Roma, MAXXI, Mostra "Maria Lai. Tenendo per mano il sole"[18]
- 2019 Parigi, Istituto Italiano di Cultura, Mostra "Maria Lai: Seguite il ritmo"[19]
- 2022 Nuoro, Spazio Ilisso . Mostra "Maria Lai. Dall'informale all'opera corale" 70 opere 1965-2000.

## Scritti
- Fuori era notte, I presepi, edizioni AD, Cagliari 2004  - ISBN 978-8889307021
- Maria Pietra, ed. Ilisso, Cagliari 2014, ISBN 978-88-6202-318-4
- Tenendo per mano l’ombra, ed. Ilisso, Cagliari 2014, ISBN 978-88-6202-319-1
- La capretta, ed. Ilisso, Cagliari 2014, ISBN 978-88-6202-317-7
- Il campanellino d'argento, (illustrazioni di Gioia Marchegiani), Topipittori, 2017 - ISBN 978-8898523726

## Citazioni
- "Ogni opera parla più liberamente se è di autore ignoto."
- "La paura dell'arte è paura di esporsi"
- "Ogni essere umano può rifiutare la propria inquietudine, oppure cercare risposte nella religione o nell'arte"
- "Per il religioso la preghiera, per l'uomo libero la frequentazione dell'arte"
- "Ogni religione stabilisce legami. L'arte scioglie i legami"